# Kompis (musikgrupp)
Kompis är en svensk elektropoptrio som bildades 1999 av Carl-Henrik Hallén och Daniel Nordh. Bandet, som numera även innefattarDaniel Nordh släppte våren 2005 sitt självbetitlade minialbum på det engelska skivbolaget Sunday Best. Bandet har sedan tidigare gett ut musik på skivbolag såsom Tellé och Ultimate Dilemma.